# Joaquín Atanasio Pignatelli de Aragón y Moncayo
Joaquín Atanasio Pignatelli de Aragón y Moncayo (Caltanissetta, 2 maggio 1724 – Madrid, 12 maggio 1776) è stato un diplomatico spagnolo di origine italiana al servizio della monarchia spagnola, XVI conte di Fuentes e IV marchese di Coscojuela.

## Biografia
Era figlio di Antonio Pignatelli, principe del Sacro Romano Impero e di Maria Francisca de Moncayo, contessa di Fuentes e Marquesa de Coscojuela.
Grande di Spagna e gentiluomo di camera del re Ferdinando VI di Spagna.
È stato ambasciatore a Torino (1754-1758), a Londra (1760-1762) e a Parigi (1763-1773). Membro del Consiglio di Stato dal 1763. Nel 1768 venne nominato presidente del Real Consiglio degli Ordini Militari. Morì nel 1776 e fu sepolto nella convento di San Ermenegildo di Madrid.

## Discendenza
Sposò nel 1741 Maria Luisa Gonzaga, II duchessa di Solferino ed ebbero otto figli:
- José María Pignatelli de Aragón y Gonzaga, terzo Duca di Solferino
- Carlos Pignatelli de Aragón y Gonzaga
- María Francisca Pignatelli de Aragón y Gonzaga, sposò in seconde nozze Luis Fernández de Córdoba y Spínola (1704-1768)
- Luis Antonio Pignatelli de Aragón y Gonzaga, quarto Duca di Solferino
- Joaquín Pignatelli de Aragón y Gonzaga
- Carlos Manuel Pignatelli de Aragón y Gonzaga
- María Manuela Pignatelli de Aragón y Gonzaga (1753-1816)
- Juan Domingo Pignatelli de Aragón y Gonzaga, sesto Duca di Solferino

Dopo la morte della moglie, nel 1774 sposò Maria Anna de Silva, vedova del duca di Huéscar.